# Jougne
Jougne település Franciaországban, Doubs megyében. Lakosainak száma 1915 fő (2022. január 1.). Jougne Les Hôpitaux-Vieux és Les Hôpitaux-Neufs községekkel határos.

## Népesség
A település népességének változása:
| Lakosok száma | 815  | 866  | 1162 | 1338 | 1577 | 1792 | 1858 | 1801 | 1850 | 1915 |
|               | 1968 | 1982 | 1990 | 2006 | 2013 | 2015 | 2017 | 2019 | 2020 | 2022 |